# Cối xay thần
Cối xay thần (tiếng Nga: Чудо-мельница) là một bộ phim hoạt hình của đạo diễn Olga Khodatayeva, trình chiếu lần đầu năm 1950.
Bộ phim phỏng theo truyện cổ tích Nga.

## Ê-kíp thực hiện
- Thiết kế sản xuất: Pyotr Nosov
- Họa sĩ thiết kế: Olga Gemmerling, G.Nevzorova, Konstantin Malyshev, Dmitry Anpilov